# Enrique Rodríguez Cano (Ejido)
Enrique Rodríguez Cano es una localidad del municipio de Huimanguillo ubicado en la subregión de la Chontalpa del estado mexicano de Tabasco.

## Geografía
La localidad de Enrique Rodríguez Cano se sitúa en las coordenadas geográficas 17°34′48″N 93°33′39″O / 17.580000, -93.560833, a una elevación de 70 metros sobre el nivel del mar.

## Demografía
Según el Conteo de Población y Vivienda 2020, efectuado por el Instituto Nacional de Estadística y Geografía, la localidad de Enrique Rodríguez Cano tiene 150 habitantes, de los cuales 72 son del sexo masculino y 78 del sexo femenino. Su tasa de fecundidad es de 2.58 hijos por mujer y tiene 33 viviendas particulares habitadas.
| Gráfica de evolución demográfica de Enrique Rodríguez Cano entre 1995 y 2020 |
|                                                                              |
| INEGI.                                                                       |